# Associazione Calcio Trento 1994-1995
Questa pagina raccoglie le informazioni riguardanti l'Associazione Calcio Trento nelle competizioni ufficiali della stagione 1994-1995.

## Rosa
| N. |                   | Ruolo | Calciatore             |
| -- | ----------------- | ----- | ---------------------- |
|    | Italia (bandiera) | C     | Matteo Ambrosoni       |
|    | Italia (bandiera) | P     | Daniele Assogna        |
|    | Italia (bandiera) | D     | Gianfranco Balzano     |
|    | Italia (bandiera) | D     | Giorgio Bertolone      |
|    | Italia (bandiera) | D     | Emanuele Bianchini (I) |
|    | Italia (bandiera) | A     | Alessio Bozzetti       |
|    | Italia (bandiera) | C     | Nicola Bressi          |
|    | Italia (bandiera) | D     | Massimiliano Caliari   |
|    | Italia (bandiera) | C     | Sergio Casilli         |
|    | Italia (bandiera) | A     | Andrea Cervellini      |
|    | Italia (bandiera) | C     | Marco Cucca            |
|    | Italia (bandiera) |       | Del Vecchio            |
|    | Italia (bandiera) |       | Girardi                |
|    | Italia (bandiera) | C     | Maurizio Improta       |
|    | Italia (bandiera) | D     | Salvatore Monaco       |

| N. |                   | Ruolo | Calciatore              |
| -- | ----------------- | ----- | ----------------------- |
|    | Italia (bandiera) |       | Nannincini              |
|    | Italia (bandiera) | C     | Andrea Pallanch         |
|    | Italia (bandiera) | A     | Riccardo Pasetto        |
|    | Italia (bandiera) |       | Re                      |
|    | Italia (bandiera) | C     | Riccardo Remondini      |
|    | Italia (bandiera) |       | Ribul                   |
|    | Italia (bandiera) | P     | Ivano Rotoli            |
|    | Italia (bandiera) | A     | Bruno Trocini           |
|    | Italia (bandiera) | A     | Luca Turri              |
|    | Italia (bandiera) | C     | Leonardo Vanzetto       |
|    | Italia (bandiera) |       | Veloccia                |
|    | Italia (bandiera) | D     | Walter Vio              |
|    | Italia (bandiera) | D     | Antonio Virgadamo       |
|    | Italia (bandiera) | C     | Giovan Battista Zanetti |

## Risultati

### Campionato

#### Girone di andata
| 4 settembre 1994 1ª giornata | Trento | 1 – 2 | Valdagno |  |

| 11 settembre 1994 2ª giornata | Pavia | 3 – 1 | Trento |  |

| 18 settembre 1994 3ª giornata | Trento | 0 – 1 | Lumezzane |  |

| 25 settembre 1994 4ª giornata | Varese | 1 – 0 | Trento |  |

| 2 ottobre 1994 5ª giornata | Trento | 1 – 1 | Aosta |  |

| 9 ottobre 1994 6ª giornata | Pro Vercelli | 2 – 1 | Trento |  |

| 16 ottobre 1994 7ª giornata | Trento | 1 – 0 | Tempio |  |

| 23 ottobre 1994 8ª giornata | Trento | 2 – 1 | Legnano |  |

| 30 ottobre 1994 9ª giornata | Olbia | 1 – 0 | Trento |  |

| 6 novembre 1994 10ª giornata | Trento | 0 – 0 | Torres |  |

| 13 novembre 1994 11ª giornata | Lecco | 0 – 0 | Trento |  |

| 20 novembre 1994 12ª giornata | Trento | 1 – 1 | Brescello |  |

| 27 novembre 1994 13ª giornata | Centese | 1 – 0 | Trento |  |

| 4 dicembre 1994 14ª giornata | Trento | 0 – 1 | Solbiatese |  |

| 11 dicembre 1994 15ª giornata | Saronno | 1 – 0 | Trento |  |

| 18 dicembre 1994 16ª giornata | Cremapergo | 2 – 0 | Trento |  |

| 23 dicembre 1994 17ª giornata | Trento | 0 – 1 | Novara |  |

#### Girone di ritorno
| 15 gennaio 1995 18ª giornata | Valdagno | 2 – 2 | Trento |  |

| 22 gennaio 1995 19ª giornata | Trento | 0 – 0 | Pavia |  |

| 29 gennaio 1995 20ª giornata | Lumezzane | 2 – 1 | Trento |  |

| 12 febbraio 1995 21ª giornata | Trento | 3 – 2 | Varese |  |

| 26 febbraio 1995 22ª giornata | Aosta | 3 – 1 | Trento |  |

| 5 marzo 1995 23ª giornata | Trento | 1 – 3 | Pro Vercelli |  |

| 12 marzo 1995 24ª giornata | Tempio | 1 – 0 | Trento |  |

| 19 marzo 1995 25ª giornata | Legnano | 1 – 0 | Trento |  |

| 26 marzo 1995 26ª giornata | Trento | 1 – 0 | Olbia |  |

| 2 aprile 1995 27ª giornata | Torres | 1 – 1 | Trento |  |

| 9 aprile 1995 28ª giornata | Trento | 2 – 3 | Lecco |  |

| 15 aprile 1995 29ª giornata | Brescello | 3 – 0 | Trento |  |

| 23 aprile 1995 30ª giornata | Trento | 1 – 0 | Centese |  |

| 30 aprile 1995 31ª giornata | Solbiatese | 1 – 1 | Trento |  |

| 7 maggio 1995 32ª giornata | Trento | 0 – 2 | Saronno |  |

| 14 maggio 1995 33ª giornata | Trento | 1 – 2 | Cremapergo |  |

| 21 maggio 1995 34ª giornata | Novara | 0 – 0 | Trento |  |